# Lijst van Porschemodellen
Dit is een lijst van Porschemodellen.

## Consumentenmodellen

### 3xx
- Porsche 356

### 5xx
- Porsche 550

### 9xx

#### 911
- Porsche 911
- Porsche 911 (model 964)
- Porsche 911 (model 993)
- Porsche 911 (model 996)
- Porsche 911 (model 997)
- Porsche 911 (model 991)
- Porsche 911 (model 992)
- Porsche 912

#### 9x4
- Porsche 914
- Porsche 924
- Porsche 924 Martini / Project M426
- Porsche 924 Sebring / Project M429
- Porsche 924 Le Mans / Project M425
- Porsche 924 Weissach / Project M459
- Porsche 924 Turbo / Project 931
- Porsche 924 Carrera GT / Project 937
- Porsche 924 Carrera GTS
- Porsche 924 Turbo Italy
- Porsche 924S
- Porsche 924S Le Mans
- Porsche 944
- Porsche 944 Turbo / Project 951
- Porsche 944 Turbo S
- Porsche 944 Turbo Cabrio
- Porsche 944 S
- Porsche 944 S2 Cabrio
- Porsche 944 SE

#### 9x9
- Porsche 959

#### 9x8
- Porsche 918
- Porsche 928
- Porsche 968
- Porsche 968 Turbo S
- Porsche 968 Turbo RS

### Andere
- Porsche Boxster (986, 987, 981 & 718)
- Porsche Cayenne (948 & 955)
- Porsche Carrera GT
- Porsche Cayman  (986 & 987 & 718)
- Porsche Macan
- Porsche Panamera
- Porsche Taycan

## Raceauto's
- Porsche 64
- Porsche 2708
- Porsche 360 (Cisitalia)
- Porsche 550
- Porsche 718
- Porsche 804
- Porsche 904
- Porsche 906 (Carrera 6)
- Porsche 907
- Porsche 908
- Porsche 909 (Bergspyder)
- Porsche 910
- Porsche 917
- Porsche 919 Hybrid
- Porsche 934
- Porsche 935
- Porsche 936
- Porsche 924 (Raceversies)
- Porsche 954
- Porsche 956/962
- Porsche 944 (Raceversies)
- Porsche 959 (Rally)
- Porsche 961
- Porsche Indy March (89P and 90P)
- Porsche 911 GT1
- Porsche 911 GT2
- Porsche 911 (Raceversies)

## Prototypes en conceptauto's
- Porsche 114
- Porsche 356
- Porsche 695 (911 prototype)
- Porsche 901 (911 prototype)
- Porsche 916 (flat-6 914)
- Porsche 959 Prototype
- Porsche 942
- Porsche 969
- Porsche 989
- Porsche Carrera
- Porsche Boxster Concept
- Porsche Carrera GT Concept
- Porsche Mission E, in productie als “Porsche Taycan”